# Velika Dobrava
Velika Dobrava este o localitate din comuna Ivančna Gorica, Slovenia, cu o populație de 103 locuitori.